# Адольф Енглер
Адольф Генріх Густав Енглер (нім. Heinrich Gustav Adolf Engler; 25 березня 1844 — 10 жовтня 1930) — німецький ботанік другої половини XIX — першої третини XX століття, відомий своїми роботами по таксономії рослин та фітогеографії, серед яких найбільш відома — «Природна система родин рослин». Навіть на початку XXI століття його система класифікації рослин (система Енглера) використовується багатьма гербаріями, визначниками та флорами, залишаючись, напевне, єдиною системою, яка описує рослини в широкому сенсі — від мохів та лишайників до квіткових рослин.
Енглер написав і видав значну кількість праць з таксономії. Він залучав різних художників для оформлення своїх книг, але зрештою зупинив свій вибір на Йозефові Полі(нім. Joseph Pohl, 1864—1939), який працював у техніці гравюри на дереві. Співпраця Енглера і Поля тривала майже сорок років. Поль нарізав більш як 33 000 гравюр для 6000 таблиць книги Die naturlichen pflanzenfamilien. Він також оформлював Das pflanzenreich (1900—1953), Die pflanzenwelt Afrikas (1908—1910), Monographien afrikanischer pflanzenfamilien (1898—1904) та щорічники Botanische jahrbucher.
Енглер був знавцем як загальної таксономії рослин, так і окремих її розділів, в тому числі роду Ломикамінь, родин Ароїдні та Бурсерові.
У 1913 році Лондонське Ліннеївське товариство нагородило Енглера Медаллю Ліннея.
Відповідно до останньої волі Енглера він похований у Ботанічному саду в Берлін-Далемі.

## Шлях у науці
Адольф Енглер народився у нижньосілезькому місті Жаґань у Польщі).
Він навчався у гімназії Марії-Магдалини у Бреслау (нині Вроцлав, Польща); ступінь доктора філософії (Ph.D.) отримав у Університеті Бреслау у 1866 році.
По завершенні освіти і декількох років роботи вчителем у 1871 році він розпочав працювати хранителем ботанічних колекцій у Ботанічному інституті Мюнхенського університету (нім. Botanische Institute der L.M.U. München), де пропрацював 7 років.
У 1878 році він був затверджений на посаді професора Кільського університету. Там до 1884 року він викладав ботанічну систематику.
У тому ж 1878 році Енглер був обраний членом Леопольдини, Академії природничих наук Німеччини.
Повернувшись до Бреслау у 1884 році, він став керівником місцевого Ботанічного саду, змінивши на цій посаді Генріха Роберта Гепперта (нім. Johann Heinrich Robert Goeppert), та екстраординарним професором ботаніки в Університеті.
З 1889 до 1921 року Енглер професорував у Берлінському університеті, поєднуючи лекції з роботою керівника Ботанічного саду в Берлін-Далемі, який з його участю став одним з найбільших ботанічних садів в світі: на площі 42 га там було зібрано під час діяльності Енглера 20 000 видів рослин.
Енглер багато подорожував по світу з науковими цілями, розширюючи знання про поширення рослин, особливо африканських. 1889 року він досліджував флору Алжиру та Тунісу, в 1901 році — Канарських островів, у 1902 і 1905 роках — Південної та Східної Африки, у 1906 році — тропічну частину Азії. 1913 року він здійснив навколосвітню подорож.
Енглер підготував багатьох гідних послідовників — відомих ботаніків. Його учнями були Ріхард Кольквіц, Герман Морстатт, Карл-Отто Мюллер, Фрідріх Ріхард Шаудін, Фердинанд Албін Пакс, Вільгельм Руланд, Юліус Шустер та Георг Фолькенс.
Енглер був іноземним членом-кореспондентом (1888), а згодом почесним членом (1927) Російської академії наук.

## Основні праці

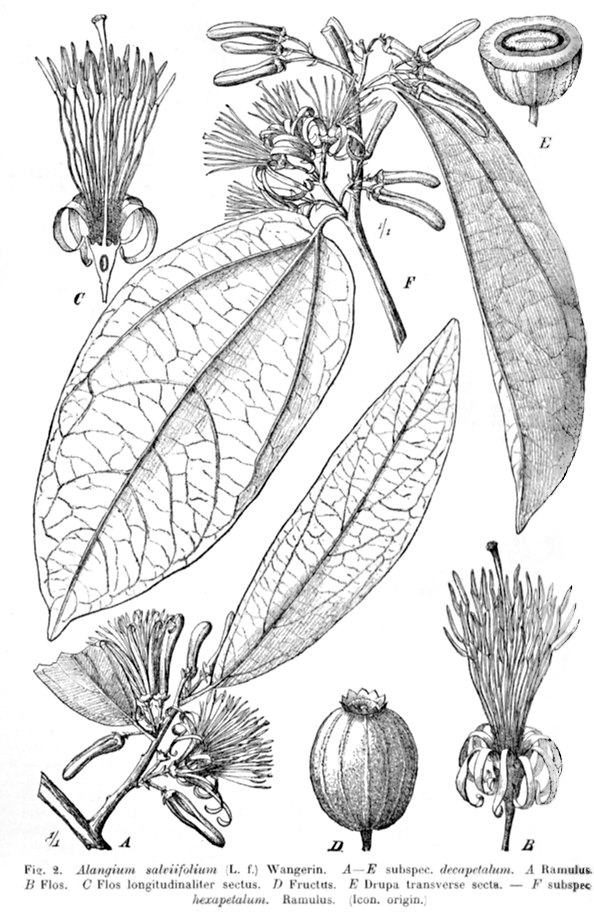
Alangium salviifolium. Ботанічна ілюстрація з книги Енглера Das Pflanzenreich

### Праці з таксономії рослин
Адольф Енглер співпрацював з багатьма іншими видатними систематиками, наприклад, допомагав Альфонсу Декандолю у виданні його «Монографій квіткових рослин»(лат. Monographiae Phanerogamarum) Марциусу — у монументальній «Бразильській флорі» (лат. Flora Brasiliensis).
Енглер був засновником (і до 1930 року — редактором) «Ботанічного щорічника систематики, фітоморфології та фітогеографії» (нім. Botanische Jahrbücher für Systematik, Pflanzengeschichte und Pflanzengeographie), який видається у Лейпцигу з 1881 року донині.

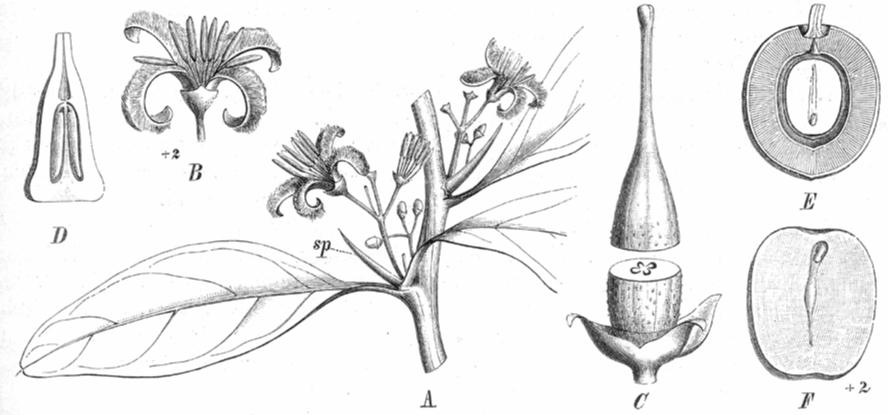
Ximenia americana. Ботанічна ілюстрація з книги Енглера та Прантля Die Natuerlichen Pflanzenfamilien, 1894

«Природна система родин рослин» (нім. Die Natürlichen Pflanzenfamilien) — робота, створена Енглером спільно з багатьма відомими вченими, вийшла 23 томами в період з 1887 до 1915 року під редакцією Карла Прантля(нім. Karl Anton Eugen Prantl). Ця безцінна праця стоїть в одному ряду з іншими подібними спробами дуже ретельно систематизувати рослини від мохів до квіткових рослин. Друге, поки що незакінчене видання цієї роботи триває з 1924 року; останній за часом випуск здійснено у 1995 році видавництвом Duncker und Humblot Verlag у Берліні.
«Рослинне царство» (нім. Das Pflanzenreich : regni vegetablilis conspectus /herausgegeben von A. Engler.) також створено у співпраці з іншими ботаніками (видано в 1900—1968 роках). Ця серія монографій про родини квіткових рослин, яка за задумом Енглера мала охоплювати всі види рослин, що існують на Землі, на початку XXI століття ще не була завершена.
«Програма родин квіткових рослин» (нім. Syllabus der Pflanzenfamilien), дає опис вищих ботанічних таксонів, є останнім за часом оглядом системи Енглера (12 видання вийшло в 1954—1964 роках у видавництві H. Melchior & E. Werdermann).

### Праці з фітогеографії

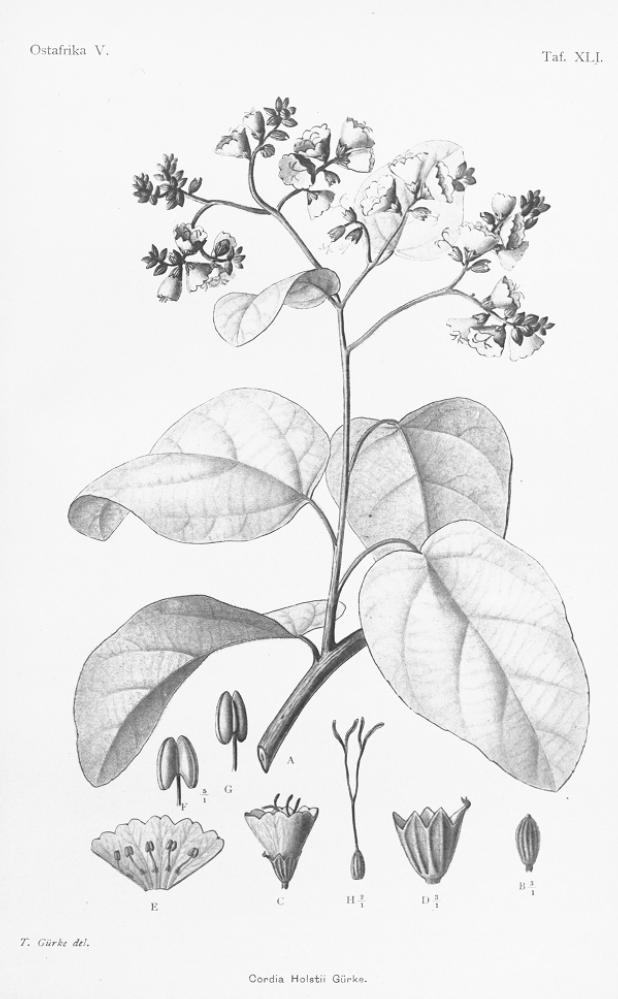
Cordia africana. Ботанічна ілюстрація з книги Енглера Die pflanzenwelt Ost-Afrikas und der nachbargebiete, 1895

Енглер був одним з першопрохідців у цій галузі науки. Він надавав великого значення таким факторам, як геологія та біорізноманіття. 1879 року він дав визначення біогеографічним районам.
Найважливішими роботами Енглера по фітогеографії є 15-томна «Рослинність Землі»(нім. Vegetation der Erde, 1896—1923 роки, у співавторстві із Оскаром Друде) та «Світ рослин Східної Африки та прилеглих регіонів» (нім. Die pflanzenwelt Ost-Afrikas und der nachbargebiete. Hrsg. unter redaktion von professor dr. A. Engler. Berlin, D. Reimer, 1895 год).

## На честь та пам'ять Енглера
Міжнародна асоціація таксономії рослин (англ. The International Association for Plant Taxonomy, IAPT) заснувала на його честь Медаль Енглера (1986) для заохочення видатних вкладів у таксономію.
Багато родів рослин названі ім'ям Енглера: Енглераструм (Englerastrum), Енглерелла (Englerella), Енглерія (Engleria), Енглерина (Englerina), Енглерохарис (Englerocharis), Енглеродафне (Englerodaphne), Енглеродендрон (Englerodendron) та Енглерофітум (Englerophytum).
Також на його честь названо 2 роди грибів: Engleromyces та Englerodothis.
Ботанічний журнал Englera (ISSN 0170-4818), видання Ботанічного саду та Ботанічного музею у Берлін-Далемі, також названий в пам'ять про Енглера.